# گوستا تورنر
گوستا تورنر (انگلیسی: Gösta Törner; ۱۹ ژوئیهٔ ۱۸۹۵ – ۱۵ فوریهٔ ۱۹۷۱) ژیمناست هنری اهل سوئد بود.